# Teodorico VII d'Olanda
Teodorico VII d'Olanda, in olandese Dirk VII van Holland (XII secolo – Dordrecht, 4 novembre 1203), fu il dodicesimo (secondo gli Annales Egmundani, fu l'undicesimo) conte d'Olanda dal 1190 fino alla sua morte.

## Origine
Secondo il capitolo n° 57a della Chronologia Johannes de Beke, Fiorenzo era il figlio maschio primogenito dell'undicesimo (secondo gli Annales Egmundani, fu il decimo) Conte d'Olanda, Fiorenzo III e di Ada di Scozia, che, sempre secondo il capitolo n° 57a della Chronologia Johannes de Beke, Ada era la figlia del conte di Huntingdon e di Northumbria ed erede al trono di Scozia, Enrico e di Ada de Warenne, che, secondo il cronista, priore dell'abbazia di Bec e sedicesimo abate di Mont-Saint-Michel, Robert di Torigny, era la moglie di Enrico e la madre del re di Scozia, Malcolm (la Chronica de Mailros riporta che Ada era la sorella del re di Scozia, Malcolm), figlia di Guglielmo II di Warenne e Elisabetta di Vermandois (definisce Ada sorella uterina di Waleran de Beaumont, I conte di Worcester).
Fiorenzo III d'Olanda, secondo il capitolo n° 52 della Chronologia Johannes de Beke era il figlio secondogenito del decimo (secondo gli Annales Egmundani, fu il nono) conte d'Olanda, Teodorico VI e della futura contessa di Bentheim, Sofia di Rheineck, che, secondo gli Annales Egmundani, era figlia del conte di Rheineck ed conte palatino del Reno (come conferma anche il capitolo n° 52 della Chronologia Johannes de Beke), Ottone I di Salm e dell'erede della Contea di Bentheim, Gertrude di Northeim, che, secondo l'Annalista Saxo, era figlia del margravio di Frisia, Enrico di Northeim e della moglie, Gertrude di Braunschweig.

## Biografia
Suo padre, Fiorenzo fu un fedele alleato dell'imperatore del Sacro Romano Impero, Federico Barbarossa, partecipò alla spedizione di Federico in Italia.
Fiorenzo III, secondo il capitolo n° 58b della Chronologia Johannes de Beke, prese parte alla terza crociata e fu uno dei comandanti dell'imperatore Federico, Federico Barbarossa.
Durante la crociata, Fiorenzo morì, per la peste, nel 1190, come conferma il capitolo n° 58b della Chronologia Johannes de Beke, che riporta che Fiorenzo (Florencius comes Hollandieis) morì, il 1 agosto (kalendis augusti), del 1190 ad Antiochia, non molto tempo dopo l'imperatore, Federico Barbarossa, continuando che Fiorenzo fu inumato nella stessa abbazia dell'imperatore, la Grotta di San Pietro ad Antiochia.
Teodorico, in quanto figlio maschio primogenito succedette a Fiorenzo III, come Teodorico VII, conte d'Olanda, come ci conferma il capitolo n° 59a della Chronologia Johannes de Beke. 

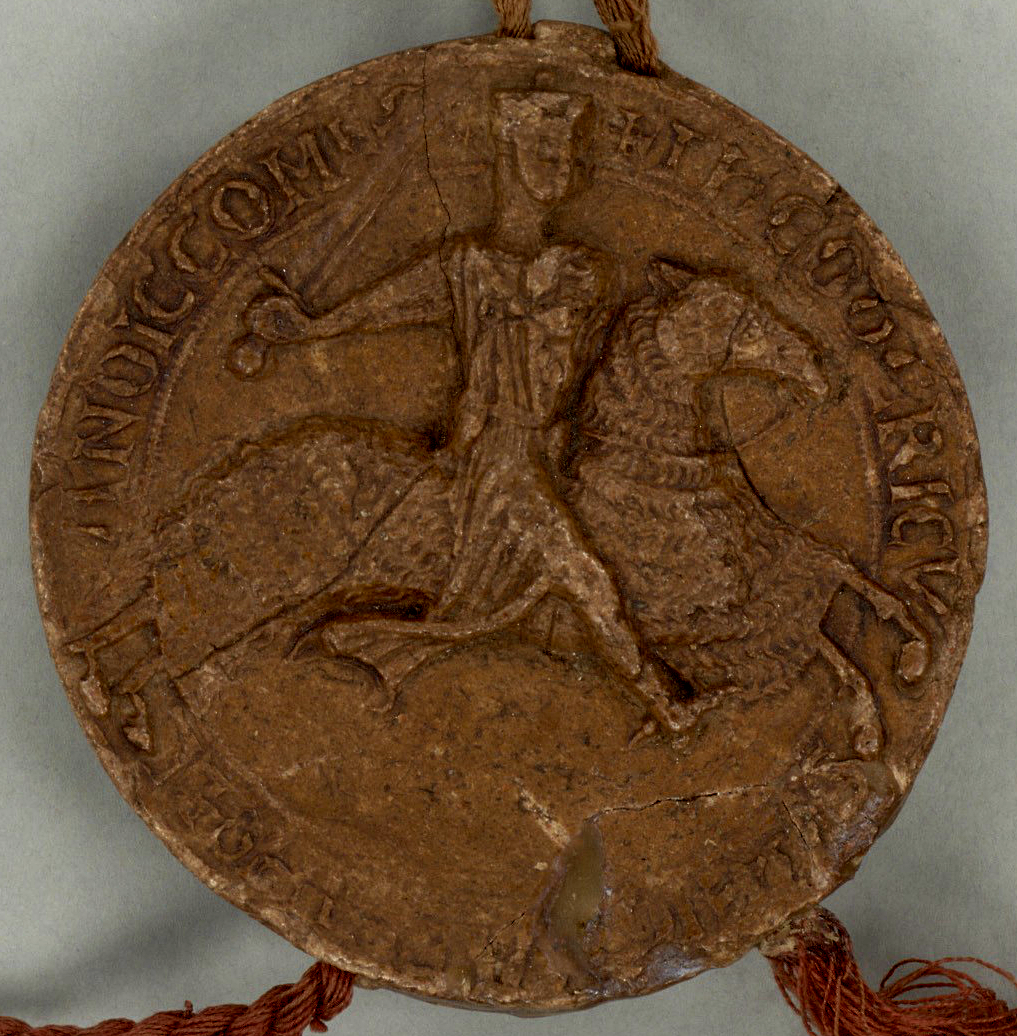
Sigillo di Teodorico VII, del 1200

Suo fratello, Guglielmo, che aveva seguito il padre nella Crociata, ed era rientrato in Olanda, nel 1195, in quel periodo, secondo il capitolo n° 59a della Chronologia Johannes de Beke, appoggiò apertamente una ribellione dei Frisoni contro il fratello Teodorico VII; nel frattempo, anche il Conte delle Fiandre, Baldovino VIII aveva attaccato l'Olanda. Teodorico, dopo aver sconfitto i Frisoni, sconfisse anche Baldovino VIII; dopo fece la pace col fratello Guglielmo concedendogli il governo di parte della Frisia, col titolo di conte della Frisia orientale.

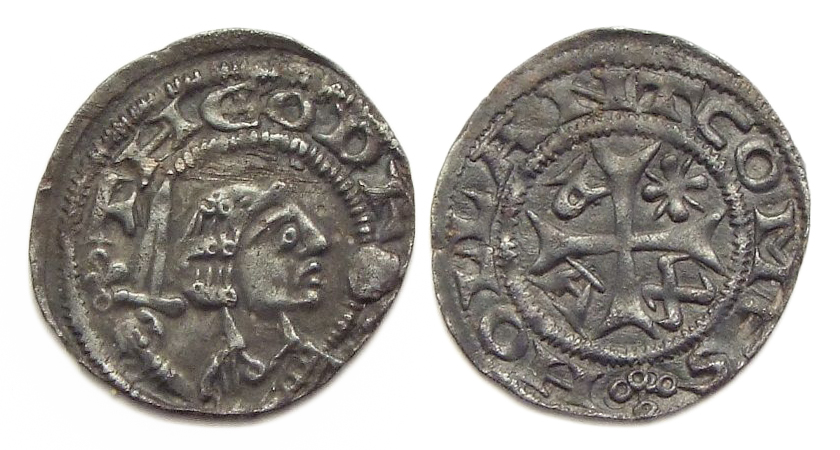
penny d'argento con l'effigie di Teodorico VII, Conte d'Olanda

Teodorico aveva seguito la politica del padre ed aveva appoggiato il nuovo imperatore, il figlio di Federico Barbarossa, Enrico VI di Svevia, che gli concesse i feudi nella zona di Dordrecht a scapito del vescovo di Utrecht; questa politica lo fece riconciliare con il conte di Gheldria, Ottone I, anche lui sostenitore di Enrico VI, che, secondo il capitolo n° 61 della Chronologia Johannes de Beke, era stato alleato di suo fratello Guglielmo, quando fu sconfitto a Horst, e che Ottone I di Gheldria, in Terra santa, era stato compagno d'arme di Guglielmo di cui era divenuto suocero, ed inoltre, nel 1196, Teodorico VII aveva sconfitto Ottone, che si opponeva all'elezione a vescovo di Utrecht di Teodorico d'Olanda, zio di Teodorico VII, nella battaglia di Grebbeberg (collina vicino all'abitato di Rhenen, sul fiume Reno); dopo, sempre secondo il capitolo n° 61 della Chronologia Johannes de Beke, Teodorico e Ottone I si riconciliarono e, verso il 1198, organizzarono il fidanzamento di Aleide, figlia primogenita di Teodorico, con Enrico, il figlio primogenito di Ottone I di Gheldria.
Nel 1198, Teodorico VII, fu autore di due donazioni come risulta da due documenti dell'Oorkondenboek Holland: la prima, riferita al documento n° 230 è inerente ad una donazione fatta alla chiesa di Santa Maria di Utrecht, alla presenza, oltre che della madre, Ada di Scozia, dei fratelli, Guglielmo, conte della Frisia orientale e Fiorenzo e della sorella Margherita;
la seconda, riferita al documento n° 232 è inerente ad una donazione fatta a Middelburg, alla locale abbazia, alla presenza dei fratelli Baldovino e Fiorenzo, che in questo documento viene citato col titolo di prevosto,;
infatti, in quello stesso anno, Fiorenzo era divenuto decano della cattedrale di Utrecht.
All'inizio del XIII secolo, suo fratello, Guglielmo si ribellò nuovamente alla sua autorità e, secondo il capitolo n° 62a della Chronologia Johannes de Beke, si alleò col Duca del Brabante, Enrico I.
Teodorico attaccò il Brabante, ma, sulla via del ritorno, incontrò l'esercito di Enrico I, che aveva già sconfitto Ottone I di Gheldria, alleato di Teodorico VII, e, a Heusden, Teodorico venne sconfitto e fatto prigioniero, come ci conferma il capitolo n° 62b della Chronologia Johannes de Beke.
Teodorico VII, secondo il capitolo n° 62c della Chronologia Johannes de Beke, nel corso del 1202, fu liberato dal duca del Brabante, dopo aver pagato un riscatto di duemila marchi e aver fatto alcune concessioni territoriali; il riscatto di duemila marchi viene confermato anche dagli Annales Egmundani. Inoltre Teodorico si rappacificò anche col nuovo vescovo di Utrecht, che non era più suo zio, al quale dovette fare altre concessioni.
in quello stesso anno, Teodorico VII, secondo il documento n° XII del Codex diplomatum Benthemiensi, assieme alla moglie Adelaide e agli zii, Sofia, badessa dell'abbazia di Rijnsburg, e il conte di Bentheim, Ottone I fece una donazione all'abbazia di Rijnsburg.
Teodorico VII, conte d'Olanda, ancora assieme alla moglie Adelaide, a Dordrecht, il 27 marzo (VI° kl. aprilis) 2003, come conferma il documento n° 259 dell'Oorkondenboek Holland, fece una donazione al locale convento, in cui compaiono come testimoni anche lo zio, Ottone I ed il cugino, Baldovino.
In quello stesso anno, Teodorico VII, secondo il capitolo n° 63a della Chronologia Johannes de Beke, mentre si trovava a Dordrecht, essendosi gravemente ammalato, avrebbe voluto consegnare provvisoriamente la contea al fratello Guglielmo, affinché tutelasse, Ada, la sua unica figlia, rimasta in vita; ma Teodorico VII morì prima di poter incontrare il fratello, Guglielmo. La morte di Teodorico VII viene confermato anche dagli Annales Egmundani (anno 1203 obiit Theodericus comes Hollandiæ); mentre il capitolo n° 63a della Chronologia Johannes de Beke, riporta che Teodorico (Theodericus vero comes) morì, il 4 novembre (nonas novembris), continuando che Teodorico fu inumato nell'abbazia di Egmond. Anche la Beka's Egmondsch Necrologium, in Oppermann, O. (1933) Fontes Egmundenses a pagina 109, riporta l'anno ed il giorno della morte di Teodorico VII (non consultata).
A Teodorico VII, succedette la figlia Ada, in quanto, con l'appoggio dell'imperatore, Enrico VI, aveva abolito la legge salica per la contea d'Olanda, che, prima di aver sepolto il padre, sposò Luigi II Conte di Loon, che divenne conte d'Olanda, per diritto di matrimonio.

## Matrimonio e discendenza
Teodorico VII, verso il 1186, aveva sposato Adelaide o Aleide di Cleves ( † 1238), come ci conferma il capitolo n° 59a della Chronologia Johannes de Beke, che la cita come Adelaide, figlia dell'illustre conte di Cleves, Teodorico II; gli Annales Egmundani confermano il matrimonio, nel 1186, e la citano come Aleide, sorella del giovane conte di Cleves, Teodorico III, aggiungendo che il matrimonio si tenne a Lusdum; la madre di Aleide era Adelaide di Sulzbach, che come risulta dal Niederrheins Urkundenbuch, Band I, era moglie di Teodorico II di Cleves e madre di Teodorico III di Cleves, e che era figlia del conte, Gerardo III di Sulzbach, come ci viene confermato dal documento n° 515 del Urkundenbuch für die Geschichte des Niederrheins, Volume 1, datato 1188 (defunctis patris eius comitis Geuehardi) e di Matilde di Baviera (vedova di Teopoldo di Vohburg), figlia del duca di Baviera, Enrico IX di Baviera, come ci conferma la Historia Welforum Weingartensis. Secondo gli Annales Egmundani fu Adelaide o Aleide a opporsi alla volontà del morente marito di dare la reggenza al cognato, Guglielmo, ma si attivò in modo che il fidanzato della figlia, Luigi II Conte di Loon, giungesse in Olanda e sposasse Ada, prima della sepoltura del marito e quindi consentire a Luigi di governare la contea, causando così la ribellione di Guglielmo, che portò alla cattura e deposizione della figlia Ada.
Teodorico VII dalla moglie Adelaide ebbe due figlie:
- Aleide[10] (1186 circa - † prima del 1203), verso il 1198, fu fidanzata con Enrico, il figlio primogenito del conte di Gheldria, Ottone I[12], come confermano anche gli Annales Egmundani, che inoltre dicono che, non molto tempo dopo il giovane Enrico morì[34], ma anche Aleide morì poco dopo il fidanzamento come ci conferma il capitolo n° 61 della Chronologia Johannes de Beke[14].
- Ada[10] (1188 circa - † dopo il 1226), fu Contessa d'Olanda[24][25].

## Ascendenza
|                               |                        |                                           | Genitori                              |  |  | Nonni |  |  | Bisnonni                    |  |  | Trisnonni                   |  |
|                               |                        |                                           |                                       |  |  |       |  |  | Fiorenzo II, conte d'Olanda |  |  | Teodorico V, conte d'Olanda |  |
|                               |                        |                                           |                                       |  |  |       |  |  | Fiorenzo II, conte d'Olanda |  |  | Teodorico V, conte d'Olanda |  |
|                               |                        | Otelinda di Sassonia                      |                                       |  |  |       |  |  | Fiorenzo II, conte d'Olanda |  |  |                             |  |
| Teodorico VI, conte d'Olanda  |                        |                                           |                                       |  |  |       |  |  | Fiorenzo II, conte d'Olanda |  |  |                             |  |
|                               |                        | Petronilla di Lorena                      | Teodorico II, duca di Lorena          |  |  |       |  |  |                             |  |  |                             |  |
|                               |                        | Petronilla di Lorena                      | Teodorico II, duca di Lorena          |  |  |       |  |  |                             |  |  |                             |  |
|                               |                        | Petronilla di Lorena                      | Edvige di Formbach                    |  |  |       |  |  |                             |  |  |                             |  |
| Fiorenzo III, conte d'Olanda  |                        | Petronilla di Lorena                      |                                       |  |  |       |  |  |                             |  |  |                             |  |
|                               |                        | Ottone I di Salm, conte palatino del Reno | Ermanno di Lussemburgo, conte di Salm |  |  |       |  |  |                             |  |  |                             |  |
|                               |                        | Ottone I di Salm, conte palatino del Reno | Ermanno di Lussemburgo, conte di Salm |  |  |       |  |  |                             |  |  |                             |  |
|                               |                        | Ottone I di Salm, conte palatino del Reno | Sofia di Formbach                     |  |  |       |  |  |                             |  |  |                             |  |
| Sofia di Rheineck             |                        | Ottone I di Salm, conte palatino del Reno |                                       |  |  |       |  |  |                             |  |  |                             |  |
|                               |                        | Gertrude di Northeim                      | Enrico, margravio di Frisia           |  |  |       |  |  |                             |  |  |                             |  |
|                               |                        | Gertrude di Northeim                      | Enrico, margravio di Frisia           |  |  |       |  |  |                             |  |  |                             |  |
|                               |                        | Gertrude di Northeim                      | Gertrude di Brunswick                 |  |  |       |  |  |                             |  |  |                             |  |
| Teodorico VII, conte d'Olanda |                        | Gertrude di Northeim                      |                                       |  |  |       |  |  |                             |  |  |                             |  |
|                               | Davide I, re di Scozia | Malcolm III, re di Scozia                 |                                       |  |  |       |  |  |                             |  |  |                             |  |
|                               | Davide I, re di Scozia | Malcolm III, re di Scozia                 |                                       |  |  |       |  |  |                             |  |  |                             |  |
|                               | Davide I, re di Scozia | Margherita di Scozia                      |                                       |  |  |       |  |  |                             |  |  |                             |  |
| Enrico di Scozia              | Davide I, re di Scozia |                                           |                                       |  |  |       |  |  |                             |  |  |                             |  |
|                               |                        | Maud di Northumbria                       | Waltheof, conte di Northumbria        |  |  |       |  |  |                             |  |  |                             |  |
|                               |                        | Maud di Northumbria                       | Waltheof, conte di Northumbria        |  |  |       |  |  |                             |  |  |                             |  |
|                               |                        | Maud di Northumbria                       | Giuditta di Lens                      |  |  |       |  |  |                             |  |  |                             |  |
| Ada di Scozia                 |                        | Maud di Northumbria                       |                                       |  |  |       |  |  |                             |  |  |                             |  |
|                               |                        | Guglielmo di Warenne, II conte di Surrey  | Guglielmo I di Warenne                |  |  |       |  |  |                             |  |  |                             |  |
|                               |                        | Guglielmo di Warenne, II conte di Surrey  | Guglielmo I di Warenne                |  |  |       |  |  |                             |  |  |                             |  |
|                               |                        | Guglielmo di Warenne, II conte di Surrey  | Gundred, contessa del Surrey          |  |  |       |  |  |                             |  |  |                             |  |
| Ada de Warenne                |                        | Guglielmo di Warenne, II conte di Surrey  |                                       |  |  |       |  |  |                             |  |  |                             |  |
|                               |                        | Elisabetta di Vermandois                  | Ugo I, conte di Vermandois            |  |  |       |  |  |                             |  |  |                             |  |
|                               |                        | Elisabetta di Vermandois                  | Ugo I, conte di Vermandois            |  |  |       |  |  |                             |  |  |                             |  |
|                               |                        | Elisabetta di Vermandois                  | Adelaide di Vermandois                |  |  |       |  |  |                             |  |  |                             |  |
|                               |                        | Elisabetta di Vermandois                  |                                       |  |  |       |  |  |                             |  |  |                             |  |